# جمهورية تشيكوسلوفاكيا الاشتراكية

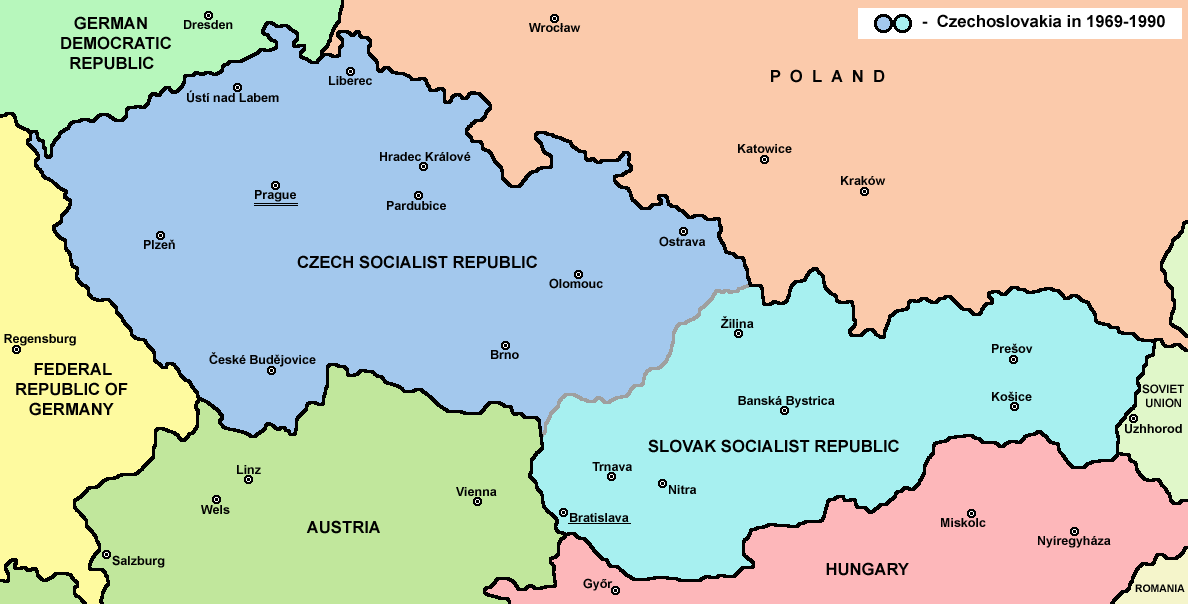

جمهورية تشيكوسلوفاكيا الاشتراكية (باللغة التشيكية (بالسلوفاكية: Československá socialistická)‏؛ هو الاسم الرسمي لتشيكوسلوفاكيا في الفترة من عام 1960 وحتى نهاية عام 1989 (أي بعد فترة قصيرة من الثورة المخملية)، وكانت حينئذ إحدى دول الكتلة الشرقية التابعة للاتحاد السوفيتي.
بعد انقلاب فبراير 1948، حين استولى الحزب الشيوعي التشيكوسلوفاكي على السلطة بدعم من الاتحاد السوفياتي، أُعلنت البلاد جمهوريةً شعبيةً بعد أن أصبح دستور التاسع من مايو ساري المفعول. تغير الاسم التقليدي (جمهورية تشيكوسلوفاكيا) في 11 يوليو 1960 بعد تطبيق دستور تشيكوسلوفاكيا لعام 1960 باعتباره رمزًا «للنصر النهائي للاشتراكية» في البلاد، وبقي كذلك حتى قيام الثورة المخملية في نوفمبر 1989. تغيرت رموز أخرى في الدولة في عام 1960. بعد فترة وجيزة من الثورة المخملية، أُعيد تسمية جمهورية تشيكوسلوفاكيا الاشتراكية إلى جمهورية التشيك وسلوفاكيا الاتحادية.

## الاسم
كان الاسم الرسمي للبلاد جمهورية تشيكوسلوفاكيا الاشتراكية. يشير العُرف السائد إلى أنها عُرفت ببساطة باسم «جمهورية تشيكوسلوفاكيا» - وهو الاسم الرسمي بين عامي 1920-1938 وبين عامي 1945-1960. ومع ذلك، شعر السياسيون السلوفاكيون أن هذا الاسم يقلل من مكانة سلوفاكيا المتساوية مع التشيك، وطالبوا يُكتب اسم البلد مع واصلة (أي «جمهورية تشيك-سلوفاكيا»)، مثلما لُفظت في استقلال تشيكوسلوفاكيا في عام 1918 حتى 1920، ومرة أخرى في عام 1938 و1939. ثم غيّر الرئيس هافل اقتراحه إلى «جمهورية التشيك-سلوفاكيا» - وهو اقتراح لم يكن مناسبًا للسياسيين التشيك الذين رأوا فيه تذكيرًا بمعاهدة ميونيخ لعام 1938، التي ضمت فيها ألمانيا النازية جزءًا منطقتهم. كان الاسم يعني أيضًا «أرض التشيك والسلوفاك» إذ حُوّل إلى اللاتينية من الاسم الأصلي للبلاد -«الأمة التشيكوسلوفاكية»- عند الاستقلال في عام 1918، من اللاحقة التشيكية «شيسي» عبر تهجئتها البولندية.

## السياسة
احتُكرت السياسة في البداية من قِبل الحزب الشيوعي التشيكوسلوفاكي بقيادة الأمين الأول كليمنت جوتوالد. بعد انفصال تيتو-ستالين عام 1948 وحصار برلين، حدثت عمليات تطهير الحزب المتزايدة في جميع أنحاء الكتلة الشرقية، بما في ذلك تطهير 550,000 عضو في الحزب الشيوعي التشيكوسلوفاكي، أي ما يشكل 30% من أعضائه. أُرسل حوالي 130,000 شخص إلى السجون ومعسكرات العمل والمناجم.
كان تطور القسوة الناتجة عن عمليات التطهير في تشيكوسلوفاكيا، مثل معظم تاريخها بعد عام 1948، هو وظيفة الشيوعيين الذين استولوا عليها مؤخرًا، مع تركيز العديد من عمليات التطهير على الأعداد الكبيرة من أعضاء الحزب الذين كان لديهم عضويات سابقة في أحزاب أخرى. رافقت عمليات التطهير العديد من المحاكمات الشكلية، بما في ذلك تلك التي جرت لرودولف سلانسكو وفلاديمير كليمنتيس ولاديسلاف نوفوميسكو وغوستاف هوساك (أُعدم كليمنتيس لاحقًا). أُدين سلانسكي وأحد عشر شخصًا معًا بصفتهم «خونة تروتسكيين تيتويين برجوازيين قوميين صهاينة» في سلسلة واحدة من المحاكمات الشكلية، وأُعدموا بعد ذلك وخُلط رمادهم مع المواد المستخدمة لتعبيد الطرق في ضواحي براغ.
كان أنطونين نوفوتني هو الأمين الأول للحزب الشيوعي التشيكوسلوفاكي من عام 1953 وحتى 1968. انتُخب غوستاف هوساك لمنصب الأمين الأول للحزب الشيوعي التشيكوسلوفاكي في عام 1969 (تغير اسم المنصب إلى الأمين العام في عام 1971) ورئيسًا لتشيكوسلوفاكيا في عام 1975. كانت الأحزاب والمنظمات الأخرى موجودة ولكنها عملت في وظائف خاضعة للحزب الشيوعي التشيكوسلوفاكي. جُمعت جميع الأحزاب السياسية، وكذلك العديد من المنظمات الجماهيرية، تحت مظلة الجبهة الوطنية لجمهورية تشيكوسلوفاكيا الاشتراكية. تعرض نشطاء حقوق الإنسان والنشطاء المتدينون لقمع شديد.